# Ángelo Henríquez
Ángelo José Henríquez Iturra (Santiago, 13 april 1994) is een Chileens betaald voetballer die doorgaans als aanvaller speelt. Hij verruilde Atlas Guadalajara in augustus 2018 voor Club Universidad de Chile. Henríquez debuteerde in 2012 in het Chileens voetbalelftal.

## Carrière
Tot zijn twaalfde levensjaar speelde Henríquez tennis. In 2007, op zijn dertiende, begon met voetballen bij Universidad de Chile. Twee jaar later legde Manchester United hem vast. Op 5 september 2012 maakte Manchester United een transfersom van €5,5 miljoen euro over en kwam Henríquez over naar Europa.

### Universidad de Chile
Op 27 juni 2011 startte Henríquez in de basiself in het Copa Chile duel tegen Union San Felipe.
Na het vertrek van spits Gustavo Canales naar Dalian Shide wou de club op zoek gaan naar een nieuwe aanvaller, maar coach Jorge Sampaoli had veel vertrouwen in de jonge Henríquez en gaf hem in het nieuwe seizoen een basisplek. Op 22 februari 2012 scoorde hij in zijn internationaal debuut in de Copa Libertadores tegen het Argentijnse Godoy Cruz. Universidad de Chile won met 5-1 en Henríquez scoorde het laatste doelpunt. Zes dagen later scoorde hij tweemaal tegen Cobreloa.

### Manchester United
Op 21 augustus 2012 maakte Manchester United bekend dat het bestuur besloten heeft om Henríquez naar Engeland te halen. Op 5 september werd de komst van Henríquez bevestigd en meegedeeld dat hij rugnummer 21 zou krijgen. Op 28 september 2012 maakte Henríquez zijn debuut bij de reserves tegen Newcastle United. Manchester United won met 4-2 en Henríquez scoorde het vierde doelpunt.

### Wigan Athletic
Op 2 januari 2013 werd bekend dat Henríquez tot het einde van het seizoen zou uitgeleend worden aan Wigan Athletic. Wigan manager Roberto Martínez zou aangedrongen hebben op de komst van de jonge Chileense aanvaller. Bij zijn Premier League debuut was hij meteen trefzeker. Op 19 januari 2013 scoorde hij in de met 2-3 verloren thuiswedstrijd tegen Sunderland het tweede doelpunt voor Wigan Athletic. In totaal speelde hij vier competitiewedstrijden voor Wigan. Op 11 mei 2013 won hij met Wigan de FA Cup finale tegen Manchester City. Hij zag zijn team vanop de bank met 1-0 winnen.

### Real Zaragoza
Op 28 augustus 2013 werd bekend dat Manchester United Henríquez voor één seizoen verhuurde aan het Spaanse Real Zaragoza.

### Dinamo Zagreb
Nadat aanvaller Dejan Radonjić terugkeerde naar NK Istra 1961 (op huurbasis), huurde GNK Dinamo Zagreb Henríquez van Manchester United FC. De Chileen kreeg hier rugnummer negen. Hiervoor debuteerde hij op 15 augustus 2014, tegen RNK Split, waar de club uit Zagreb er met de zege vandoor ging. In een stadsderby tegen NK Lokomotiva Zagreb op 5 oktober 2014 trof de Chileen drie keer  doel. Dinamo Zagreb won in het Maksimirstadion met 3-0. Henríquez maakte dat seizoen 21 doelpunten in 25 competitiewedstrijden. In juli 2015 nam Dinamo Zagreb Henríquez definitief over van Manchester United.

## Clubstatistieken
| Seizoen | Club                      | Competitie       | Duels | Goals |
| ------- | ------------------------- | ---------------- | ----- | ----- |
| 2011/12 | Club Universidad de Chile | Primera División | 17    | 11    |
| 2012/13 | Manchester United         | Premier League   | 0     | 0     |
| 2012/13 | → Wigan Athletic          | Premier League   | 4     | 1     |
| 2013/14 | → Real Zaragoza           | Primera División | 25    | 6     |
| 2014/15 | → GNK Dinamo Zagreb       | Prva HNL         | 25    | 20    |
| 2015/16 | GNK Dinamo Zagreb         | Prva HNL         | 27    | 8     |
| 2016/17 | GNK Dinamo Zagreb         | Prva HNL         | 20    | 1     |
| 2017/18 | GNK Dinamo Zagreb         | Prva HNL         | 18    | 5     |
| 2018    | Atlas Guadalajara         | Liga MX          | 17    | 1     |
| 2018    | Club Universidad de Chile | Primera División | 9     | 4     |
| 2019    | Club Universidad de Chile | Primera División | 10    | 2     |
| Totaal  | Totaal                    | Totaal           | 172   | 59    |

## Interlandcarrière
In 2009 scoorde Henríquez twee doelpunten tegen Paraguay op het Zuid-Amerikaans kampioenschap voor -15-jarigen in Bolivia. Op het Zuid-Amerikaans kampioenschap voor -17-jarigen in Ecuador in 2011 scoorde hij tegen Colombia, Brazilië en Venezuela. Henríquez scoorde in totaal 21 doelpunten in 17 wedstrijden voor Chili -20.
Hij debuteerde voor Chili op 14 november 2012 in een vriendschappelijke wedstrijd tegen Servië. Hij scoorde meteen bij zijn debuut. Op 14 augustus 2013 was hij in zijn tweede oefeninterland opnieuw trefzeker tegen Irak.
Na zeven goals in tien wedstrijden te hebben gescoord voor de Kroatische topclub GNK Dinamo Zagreb, werd Henríquez opgeroepen door Jorge Sampaoli voor de twee vriendschappelijke wedstrijden tegen Peru en Bolivia op respectievelijk 11 oktober 2014 en 15 oktober 2014.
Voor de Copa América 2015 werd Henríquez opgeroepen door de bondscoach. In de laatste wedstrijd van de groepsfase in groep A won Chili van Bolivia met 5-0 in juni 2015. In dit duel assisteerde Henríquez twee keer bij twee doelpunten. Chili won uiteindelijk het toernooi.

## Erelijst
Wigan Athletic
- FA Cup

2012/13
 Dinamo Zagreb
- Kampioen 1. HNL

2014/15
- Beker van Kroatië

2014/15
 Chili
- Copa América

2015